# Guebwiller
Guebwiller (alzaško Gawiller, nemško Gebweiler) je naselje in občina v severovzhodni francoski regiji Alzaciji, podprefektura departmaja Haut-Rhin. Leta 1999 je naselje imelo 11.525 prebivalcev.

## Geografija
Kraj leži v vznožju Vogezov na vhodu v dolino Florival oz Lauch - reke, ki teče skozenj, 25 km jugozahodno od Colmarja. Grand Ballon, tudi ballon de Guebwiller, najvišji vrh Vogezov, se nahaja 8 km zahodno od mesta.

## Administracija
Guebwiller je sedež istoimenskega kantona, v katerega so poleg njegove vključene še občine Bergholtz, Bergholtzzell, Buhl, Lautenbach, Lautenbachzell, Linthal, Murbach, Orschwihr, Rimbach-près-Guebwiller, Rimbachzell z 20.550 prebivalci.
Naselje je prav tako sedež okrožja, v katerem se nahajajo kantoni Ensisheim, Guebwiller, Rouffach in Soultz-Haut-Rhin s 76.314 prebivalci.

## Zgodovina
Naselje se prvikrat omenja kot Gebunvillare ob prispevku opatiji v Murbachu leta 774. V teku 12. stoletja dobi svojo srednjeveško podobo okoli cerkve Saint-Léger in gradu Burgstall. Obzidje je bilo postavljeno v letih 1270-1287. Guebwiller, sedež kneževine Murbach, je leta 1394 imelo 1350 prebivalcev.
Med tridesetletno vojno je mesto oplenila švedska vojska.
Guebwiller je postal francoski v letu 1648.

## Zanimivosti
- romansko-zgodnje gotska cerkev Saint-Léger iz 12. do 13. stoletja,
- nekdanja gotska dominikanska opatija Les Dominicains, danes kulturni center,
- zgodnje renesančna mestna hiša Hôtel de Ville,
- Notredamska cerkev, največja v Alzaciji iz obdobja neoklasicizma,
- Musée du Florival,
- ruševine gradu Hugstein.

## Pobratena mesta
- Luzern (Švica),
- Rendsburg (Nemčija).